# 870-е годы до н. э.
870-е (восемьсо́т семидеся́тые) го́ды до на́шей э́ры по пролептическому юлианскому календарю — промежуток времени с 1 января 879 года до н. э. по 31 декабря 870 года до н. э., включающий с 879 по 871 годы 3-го десятилетия  и 870 год 4-го десятилетия IX века 1-го тысячелетия до н. э. Им предшествовали 880-е годы до н. э., за ними следовали 860-е годы до н. э. Они закончились 2895 лет назад.

## Датированные события
- 880 — Поход Ашшур-нацир-апала II в страну Замуа.
- 880 — Харсиесе А становится верховным жрецом в Фивах и фактическим правителем[1].
- 880 — Основание Самарии (Шомрона) царём Израиля Амврием (Омри).
- 880 — Родился будущий царь Иудеи Иорам[2].

- 879 — Поход Ашшур-нацир-апала II на запад, а затем в страну Бит-Замани. Поражение вавилонян Набу-апла-иддина, поддержавших князя Шадуду, от ассирийцев.
- 879 — Ашшур-нацир-апал II строит дворец в Калху (Калах).
- 879 (7 год чжоуского И-вана II) — Гоский гун во главе шести армий совершил поход против жунов Тайюани, захватил 1000 лошадей[3].
- 879 (7 год И-вана II) — Согласно «Гу бэнь чжу шу цзи нянь», в Чжоу зимой пошёл сильный град[4].

- 878 — Поход Ашшур-нацир-апала II против арамейского княжества Бит-Адини.
- 878 — Умер царь Чжоу И-ван II, ему наследовал сын Ху (Ли-ван, эра правления 877—842).

- 876 — Поход Ашшур-нацир-апала II к Средиземному морю.

- 875 — Родился будущий царь Тира Баал-эзер II.

- 876 (36 год Асы[5]) — Союз Асы иудейского и Венадада сирийского против Израиля (согласно Библии, тогда правил царь Вааса, что ошибочно).

- 874 (38 год Асы[6]) — Умер царь Израиля Амврий, на престол взошёл Ахав.

- 873 (39 год Асы[7]) — Болезнь царя Иудеи Асы.

- 872 — Умер фараон XXII династии Такелот I, на престол взошёл его сын Осоркон II.
- 872 (4 год Ахава[8]) — Иосафат стал соправителем своего отца, царя Иудеи Асы.